# Костюков, Геннадий Андреевич
Генна́дий Андре́евич Костюко́в (укр. Геннадій Андрійович Костюков; 14 мая 1947, Бостынь — 14 октября 2024) — городской голова Краматорска Донецкой области Украины (2006—2014).

## Биография
Родился 14 мая 1947 года в посёлке Бостынь Лунинецкого района Брестской области. Гражданин Украины. Образование высшее. С 1969 по 1975 год обучался в Краматорском индустриальном институте по специальности машины и технология обработки металлов давлением.
Трудовую деятельность начал формовщиком фасонно-литейного цеха № 1 Краматорского завода литья и поковок. Работал инженером, старшим инженером, начальником бюро, заместителем начальника отдела материально-технического обеспечения завода «ЛИП».
С 1977 по 1988 год — заместитель секретаря парткома завода «Энергомашспецсталь»,
С 1995 по 2000 год — председатель правления.
С 2000 по 2006 год — директор ОАО «Энергомашспецсталь».
С 2006 по 2014 год — городской голова города Краматорск.
13 мая 2014 года Геннадий Костюков фактически признал так называемый «референдум» в Донецкой области, но вскоре написал заявление об отставке, и 23 мая сессия городского совета одобрила его решение.
Умер 14 октября 2024 года в возрасте 77 лет.
Был женат, имел сына и дочь.

## Награды
- Орден Данилы Галицкого (23 июня 2009) — весомый личный вклад в развитие конституционных основ украинской государственности, многолетний самоотверженный труд и высокий профессионализм в защите конституционных прав и свобод человека и гражданина[5]
- Заслуженный работник промышленности Украины.

## Оценки
В рейтинге худших мэров Украины, составленном еженедельником «Комментарии» в 2013 году, Геннадий Костюков занял пятое место.